# Casino de Saxon
Le casino de Saxon est un ancien casino de Suisse.

## Localisation
Situé dans le village de Saxon, dans le canton du Valais, ce casino se trouve dans un bâtiment historique datant du milieu du XIXe.

## Historique
En 1847, le major Sépibus obtient l'autorisation d'inaugurer un casino à Saxon dans lequel seuls les étrangers sont admis. En 1855, l'établissement est repris par un révolutionnaire de Dalmatie appelé Joseph Fama, qui le transforme en casino luxueux, comprenant une salle de concert. Ces aménagements, faisant suite aux développement d'établissements de bains et couplés à l'ouverture du chemin de fer en 1860, à une publicité efficace et à la fermeture de plusieurs maisons de jeu en Europe, transforment le petit village de Saxon en centre cosmopolite à la mode. 

### Dostoïevski
Le nom de l'écrivain russe Fiodor Dostoïevski reste attaché au casino. En effet, à l'automne 1867, alors que Dostoïevski séjourne à Genève avec sa nouvelle épouse, Anna Snitkina, il effectue plusieurs courts séjours au casino de Saxon, où il perd tout : il y joue jusqu'à son manteau et son alliance.
En 1877, Saxon doit cependant fermer son casino à la suite de l'interdiction des jeux de hasard décidée par les autorités fédérales.

### Le casino aujourd'hui

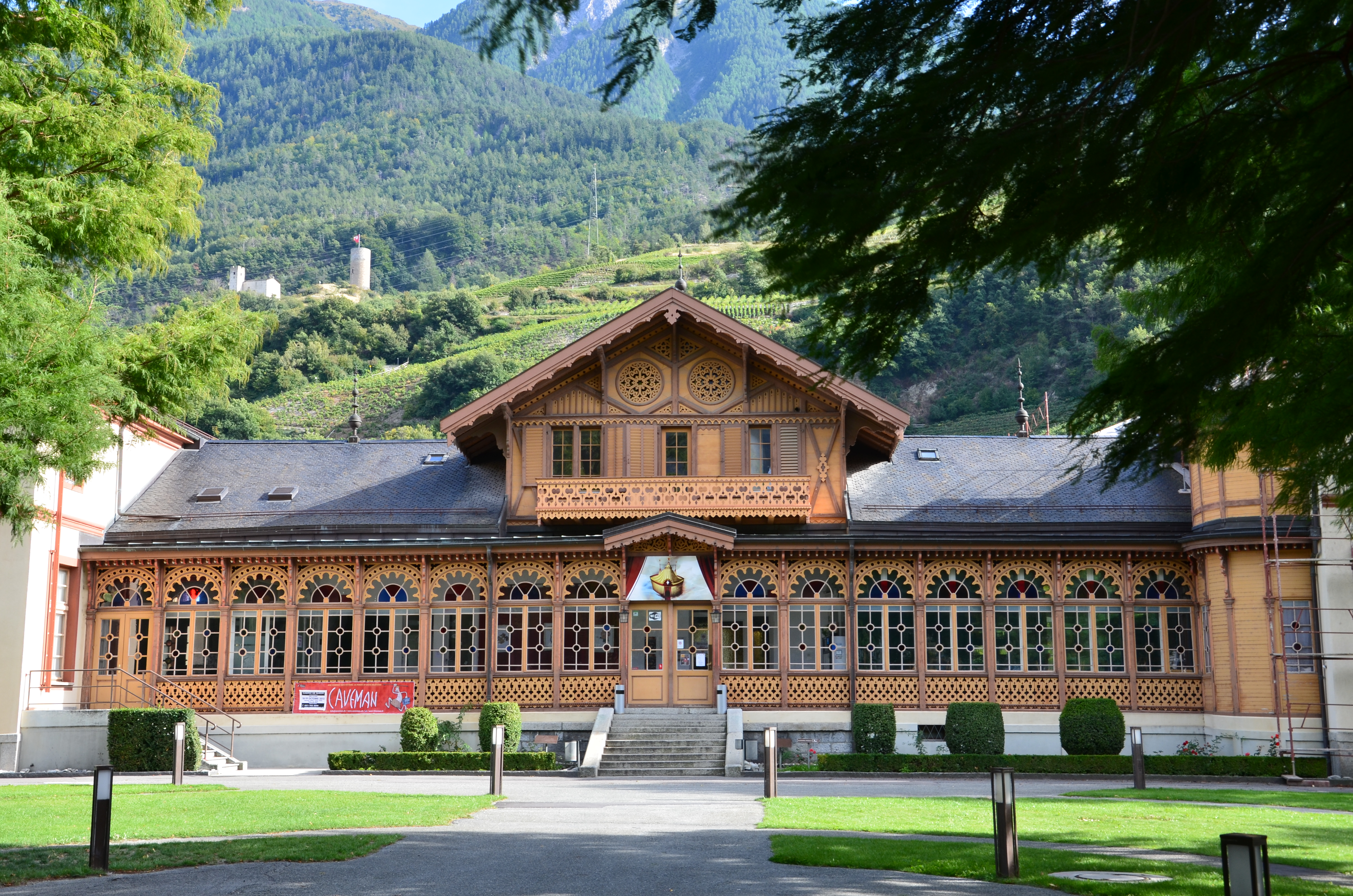
Le Casino de Saxon, aujourd'hui

En 1994, le groupe Partouche achète le casino et le relance entre 1994 et 2002 où l'établissement ferme à nouveau faute de concession. En 2008, la commune de Saxon rachète le bâtiment et le loue à la société « idéAl évents SA », en 2010, qui l'exploite non plus comme salle de jeu mais en proposant deux salles de spectacles, un restaurant, une discothèque et l'école de croupiers « Casino Formation ».
Depuis l'été 2010, le Casino de Saxon est donc un centre de divertissement et de loisirs, principalement axé sur le Théâtre. Le fleuron de sa programmation est "La Revue du Valais", un événement annuel qui a obtenu récemment le prix "Label 2015", qui récompense des projets intéressants dans le cadre du bicentenaire de l'entrée du Valais dans la Confédération.